# Гереев, Магомед-Запир Исмаилович
Магомед-Запир Исмаилович Гереев (15 февраля 1940, с. Чиркей, Буйнакский район, Дагестанская АССР, РСФСР, СССР) — советский хозяйственный, государственный и политический деятель, Герой Социалистического Труда.

## Биография
Родился в 1940 году в селе Чиркей. Член КПСС.
С 1957 года — на хозяйственной, общественной и политической работе. В 1957—2003 гг. — строитель, маляр, бригадир штукатуров строительно-монтажного управления № 3, строительно-монтажного управления № 1 Чиркейгэсстроя Министерства энергетики и электрификации СССР, штукатур на участке СУ Чиркейской ГЭС, председатель Совета Старейшин при администрации посёлка Дубки, член районного Совета старейшин.
Указом Президиума Верховного Совета СССР от 28 мая 1975 года присвоено звание Героя Социалистического Труда с вручением ордена Ленина и золотой медали «Серп и Молот».
Делегат XXV съезда КПСС.
Живёт в поселке Дубки Казбековского района Дагестана.